# Campagna britannica nel Golfo Persico del 1819
La campagna britannica nel Golfo Persico del 1819 fu una azione militare condotta dal Regno Unito contro gli arabi Qawasim ritenuti responsabili di ripetute azioni di pirateria ai danni delle navi britanniche nel Golfo Persico. La campagna si concluse con la capitolazione dei Qawasim e dei loro alleati e portò alla firma del trattato marittimo generale del 1820 che portò all'istituzione del protettorato britannico su quelli che saranno chiamati gli Stati della Tregua.

## Antefatto

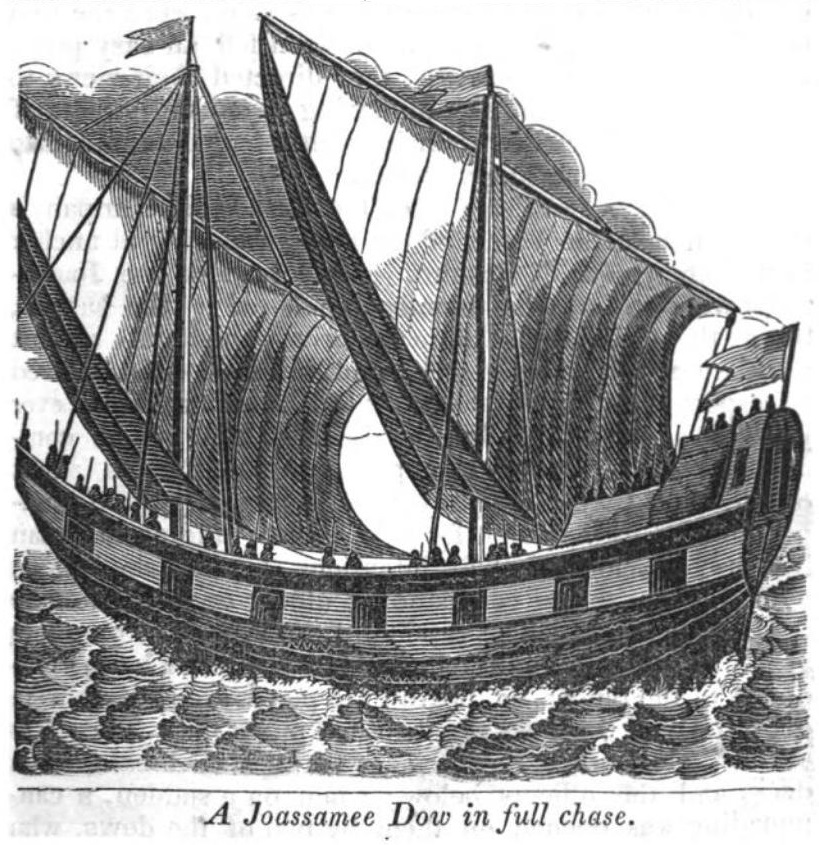
Dhow Qawasim

La Gran Bretagna era interessata alla regione del Golfo Persico sin dal XVII secolo, quando l'influenza della Compagnia britannica delle Indie Orientali iniziò a estendersi a queste acque. L'area era tuttavia infestata dai pirati che rendevano la navigazione estremamente insicura costituendo un grave ostacolo allo sviluppo dei commerci. D'altra parte la significativa frammentazione dei territori che circondano le coste del Golfo Persico e i numerosi conflitti, non solo locali ma anche derivanti dalla lotta per l’influenza tra Ottomani, Persia e Oman, avevano reso praticamente impossibile la creazione di uno stato forte che riuscisse a fermare la crescita della pirateria e a garantire un commercio indisturbato.
La zona del Golfo Persico che va dalla penisola del Qatar alla penisola di Musandam nell'800 era stata chiamata dagli inglesi Costa dei Pirati appunto perché dai porti degli sceiccati costieri di quella zona partivano i pirati arabi per le loro incursioni. Fra questi i più temibili erano senza dubbio i Qawasim, una tribù araba che aveva la sua roccaforte a Ra's Al-Khaimah. I Qawasim possedevano la più potente flotta del Golfo Persico. Nel 1807, David Seton, allora rappresentante britannico a Mascate e Oman, affermò che i Qawasim possedevano una flotta di 500 navi e che con l'aiuto dei loro alleati, avrebbero potuto radunare un esercito di 20 000 uomini.
Tra il 1747 e il 1800, i Qawasim effettuarono una serie di attacchi sia verso obiettivi arabi e persiani che verso le navi della Compagnia delle Indie Orientali. Questi attacchi si intensificarono dopo l'adesione dei Qawasim al movimento wahabita. Fra il 1803 e il 1805 le navi Qawasim attaccarono diverse navi della Compagnia dell Indie Orientali e della Royal Navy ed anche alcuni brigantini europei che transitavano nel Golfo Persico. Inoltre, secondo alcuni funzionari della Compagnia, questi attacchi non erano occasionali, ma erano stati ordinati espressamente dall'emiro wahhabita di Daraeia, Mohammad Ibn Saud.
Per porre fine a questa escalation di attacchi, che gravi danni stava causando al commercio con l'India, il governo di Bombay autorizzò una prima spedizione militare contro i Qawasim per espellerli dai porti di Ras Al Khaimah e dagli altri porti della costa ove trovavano appoggio. La spedizione ebbe luogo fra il novembre 1809 e il gennaio dell'anno successivo. L'operazione portò alla conquista di Ras Al Khaimah e di alcuni altri porti della costa e alla distruzione di un gran numero di navi Qawasim, anche se parte della flotta Qawasim era fuggita. La flotta britannica fece ritorno a Bombay nel febbraio 1810 considerando conclusa con successo l'operazione.
L'operazione britannica tuttavia, se aveva raggiunto degli obiettivi militari a breve termine, non aveva però intaccato in modo grave le capacità offensive dei Qawasim, ed inoltre non aveva avuto nessun impatto politico in quanto i Qawasim avevano potuto godere dell'appoggio wahabita che fu rinnovato anche successivamente.
Nel dicembre 1816, 11 navi Qawasim apparvero al largo della costa di Bombay e ne saccheggiarono una dozzina. Nello stesso anno, tre navi salpate da Surat e battenti bandiera britannica, furono catturate nel Golfo Persico e molti membri dell'equipaggio furono uccisi. Successivamente i Qawasim ingaggiarono e sconfissero il sovrano di Mascate e attaccarono la fregata britannica Caroline (32 cannoni). Una nave di Bombay, che navigava sotto bandiera britannica, fu catturata al largo di Muscat e la maggior parte del suo equipaggio fu messa a morte e fu richiesto un riscatto per la liberazione del resto. I Qawasim non limitarono le loro attività alle navi britanniche; iniziarono anche ad attaccare navi europee e di altro tipo nel Golfo. Nel 1818 la nave americana Persia fu inseguita e colpita, mentre una goletta francese proveniente dalle Mauritius fu abbordata e saccheggiata. Sempre nel 1818, le navi Qawasim sbarcarono a Busheab e bruciarono e saccheggiarono il villaggio. Alla fine dell'anno entrarono nel porto di Aseeloo dove catturarono alcune navi. Da qui fecero rotta verso Daire, dove sbarcarono e saccheggiarono il mercato locale.

## Campagna militare

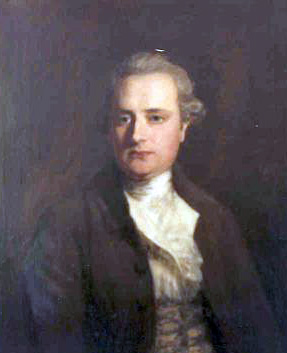
Governatore di Bombay Sir Evan Nepean (1751-1822)

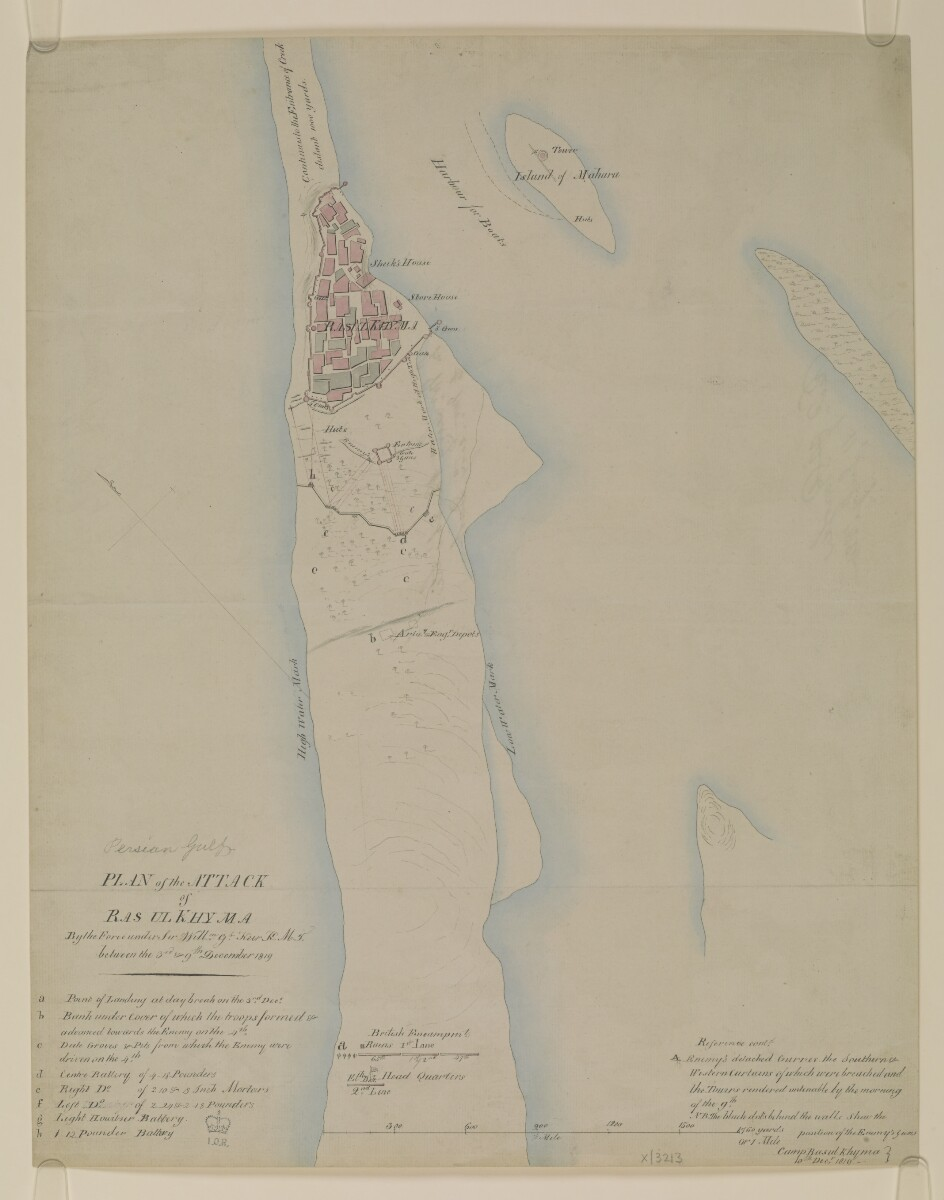
Piano dell'attacco a Ras Ul Khyma da parte delle forze britanniche tra il 3 e il 9 dicembre 1819

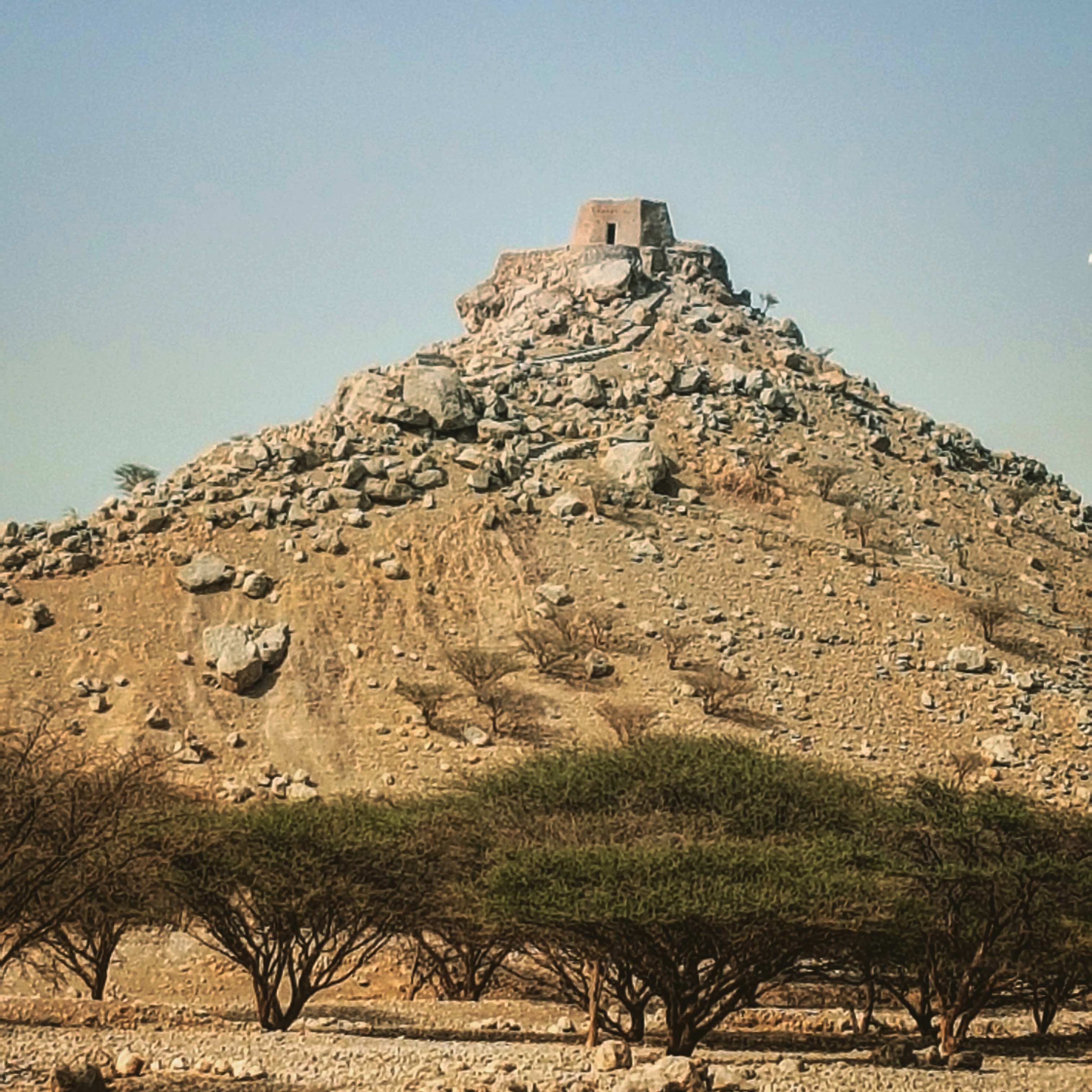
Resti del forte di Al-Dhayah

Nell'estate del 1818 il governo di Bombay decise di porre fine definitivamente alla pirateria nel Golfo Persico, sia al largo delle coste arabe che persiane. Di conseguenza il governatore di Bombay, Evan Nepean, diede ordine di pianificare l'attacco, raccogliendo tutte le informazioni necessarie relative ai porti Qawasim, ai loro alleati, alla loro potenza navale e militare e soprattutto alle loro controversie politiche. Sulla base delle informazioni acquisite essi poterono stimare che le tribù marinare arabe della costa potevano disporre di una flotta di 89 grandi navi e 161 piccole, oltre a una forza combattente di circa 10 000 uomini. Nel settembre 1818 Nepean presentò un rapporto al Governatore Generale dell'India, il marchese di Hastings. accompagnato da una dettagliata proposta per una spedizione militare punitiva contro i Qawasim.
Il 7 novembre 1818, il governatore generale inviò a Nepean la risposta in cui approvava l'operazione ed esprimeva al contempo alcune indicazioni, fra cui quella di rimandare l'operazione di un anno, per poter approntare una forza più consistente. Ulteriore suggerimento di Hastings era quello di coinvolgere nell'operazione gli ottomani del viceré d'Egitto Muhammad ʿAli Pascià, il cui figlio, Ibrāhīm Pascià era stato inviato a combattere i wahhabiti dell'Emirato di Daraeia.
Allo scopo di coinvolgere gli ottomani, venne incaricato il capitano George Forster Sadlier del 47º Reggimento che doveva fungere da inviato speciale del governatore generale, e trovare quindi un accordo con Ibrahim Pascia. Sadlier parti da Bombay il 14 aprile 1919 verso Mascate dove ottenne la collaborazione del sultano Sa'id bin Sultan, quindi ripartì verso Al Hassa dove contava di incontrare Ibrāhīm Pascià.
Purtroppo, per una serie di ragioni, la principale delle quali era che Ibrahim Pasha aveva ricevuto istruzioni da suo padre Muhammad ʿAli, in cui questi diceva a suo figlio di non prendere Sadlier troppo sul serio e non impegnarsi con lui, egli non raggiunse lo scopo prefissato, e dopo un viaggio che lo aveva portato ad attraversare completamente l'Arabia (fu il primo europeo ad attraversare l'Arabia da est a ovest), tornò a Bombay il 5 maggio 1920. Nel frattempo l'operazione militare britannica era già in atto da tempo.
Nell'autunno del 1819 i britannici allestirono la formazione che doveva portare l'attacco alle basi Qawasim. Era composta da tre grandi navi da guerra: HMS Liverpool (50 cannoni), HMS Eden (24 cannoni), HMS Curlew (18 cannoni); nove incrociatori: Teignmouth (16 cannoni), Ternate (16 cannoni), Benares (16 cannoni), Aurora (14 cannoni), Nautilus (14 cannoni), Mercurio (14 cannoni), Vestal (10 cannoni), Ariel (10 cannoni), Psiche (10 cannoni). C'erano inoltre 20 navi da trasporto per truppe e rifornimenti. Le truppe di terra consistevano di circa 3 000 uomini.
Al comando della spedizione fu posto il maggiore generale Sir William Keir Grant, che faceva parte dello stato maggiore di Bombay. Il 13 novembre 1819 Grant salpò da Bombay a bordo della Liverpool accompagnato dalle Curlew e Aurora diretto verso il Golfo Persico. Il resto delle navi della spedizione lo seguì pochi giorni dopo. Arrivati al largo dell'isola di Kishm attesero l'arrivo degli omaniti, che giunsero il 1 dicembre con tre grandi navi e 600 soldati.
Il 3 dicembre la flotta giunse al largo di Ra's Al-Khaimah e il giorno stesso iniziò lo sbarco di truppe e artiglieria. Il giorno successivo un distaccamento del 65º Battaglione avanzò e dispose un bastione avanzato con una batteria di quattro cannoni a 300 metri di distanza dalla torre meridionale della cittadella fortificata. Il 5 dicembre iniziarono i bombardamenti sia da terra che dal mare che proseguirono anche il giorno successivo.
La risposta dei Qawasim a questo bombardamento fu debole a causa della mancanza di munizioni. Ciò nonostante essi resistettero agli attacchi e anzi, durante la notte, un gruppo di Qawasim comandato da Ibrahim Ibn Rahama, fratello del sovrano della città, attaccò e prese la posizione britannica, che tuttavia fu ripresa dal maggiore Warren non senza un accanito combattimento. Nello scontro perirono almeno 90 Qawasim, incluso Ibrahim Ibn Rahama. Un successivo attacco dei Qawasim fu respinto.
L'8 dicembre il generale Grant si rese conto che i bombardamenti, pur incessanti, dei giorni precedenti non avevano provocato danni significativi nelle difese dei Qawasim e decise di cambiare tattica. Fece pertanto portare a terra diversi cannoni dal ponte principale della Liverpool: due cannoni da 24 libbre furono posti nella batteria centrale e due da 18 libbre furono collocati nella batteria di sinistra. Ciò ebbe un effetto notevole e le torri della cittadella iniziarono a essere danneggiate seriamente al punto che entro sera le mura furono completamente abbattute.
Nella notte dell’8 dicembre ci furono colloqui tra il generale e un inviato dello sceicco Hassan Ibn Rahama sulla possibile resa della città, ma non fu raggiunto alcun accordo. Il 9 dicembre ripresero i bombardamenti e i britannici fecero irruzione nelle torri e issarono la loro bandiera. Non ci fu alcuna resistenza in quanto i Qawasim si erano ritirati sulle colline durante la notte. Ra's Al-Khaimah fu occupata e furono catturate ottanta grandi navi e sessantadue cannoni.
Constata la perdita della fortezza, delle navi e dell'artiglieria, allo sceicco Hassan Ibn Rahama non restò altro che arrendersi e pertanto si consegnò il 10 dicembre ai britannici, che lo imprigionarono. Nel frattempo questi distrussero la cittadella e le rimanenti fortificazioni, mentre la residenza del sovrano e gli edifici adiacenti furono mantenuti come alloggi per i soldati. Le navi catturate non vennero distrutte, ma furono equipaggiate con marinai britannici e requisite. Le forze di terra dell'Oman arrivarono due giorni dopo la caduta di Ra's Al-Khaimah e, su richiesta del generale Keir, furono rimandate nel loro Paese a causa della scarsità di vettovaglie. Le vittime dei Qawasim durante l'assedio ammontarono a circa 400 fra morti e feriti mentre le vittime britanniche furono quattro soldati uccisi e uno ferito.
La caduta di Ra's Al-Khaimah non segnò la fine della spedizione britannica in quanto il suo scopo era distruggere il potere Qawasim ovunque si trovasse. Il generale Keir decise quindi di muovere contro alcune piccole città della costa araba dove era probabile che si trovassero alleati dei Qawasim. La prima città a venire attaccata fu Rams, che si trovava a diverse miglia a nord di Ra's Al-Khaimah, dove furono trovate alcune navi Qawasim. Le navi britanniche Curlew, Nautilus, Aurora e due navi da trasporto bloccarono il porto fino all'arrivo del resto delle flotta. La città tuttavia era stata abbandonata: lo sceicco Hussein Ibn Aly e i suoi seguaci si erano ritirati in una fortezza posta su un'altura nel villaggio di Al-Dayah. Il numero dei combattenti in questa roccaforte fu valutato in quasi 400 uomini ed era situato su una ripida collina che dominava la zona. Data la sua posizione gli arabi pensavano che fosse troppo in alto per l'elevazione dei cannoni britannici.
Il 18 dicembre, le forze britanniche marciarono su Al-Dayah. Il 19 dicembre venne iniziato il bombardamento. Quando lo sceicco Hassan Ibn Aly fu chiamato ad arrendersi non rispose. Sebbene i mortai avessero bombardato ininterrottamente la cittadella questa non subi danni apprezzabili. Di conseguenza, i comandanti britannici furono costretti a portare rinforzi dal 47º reggimento e dal 15º battaglione e 3º fanteria nativa. Inoltre due cannoni da 24 libbre furono sbarcati dal Liverpool e con grande difficoltà furono trasportati da Rams ad Al-Dayah. In serata, i cannoni da 24 libbre erano puntati sul forte a nord-est mentre e i cannoni da 12 libbre erano diretti verso la casa dello sceicco a ovest. Il bombardamento iniziò il giorno successivo e il 22 dicembre a mezzogiorno le mura della cittadella furono sfondate e la cittadella si arrese. Gli assediati consistevano in 398 uomini e 400 donne e bambini. Lo sceicco Hussein Ibn Aly e gli uomini a lui strettamente legati, furono imprigionati, mentre gli altri furono liberati. Le vittime britanniche ammontarono a quattro morti, incluso un ufficiale e 16 feriti. Dopo aver distrutto la cittadella, la casa dello sceicco e le altre fortificazioni, la spedizione tornò a Ra's Al-Khaimah il 26 dicembre.
Al suo rientro il generale Keir si rese conto che fra la popolazione araba c'erano stati gravi disordini, quindi decise di liberare Hassan Ibn Rahama per calmare gli animi e favorire lo stabilirsi di buoni rapporti con gli abitanti. D'altra parte la caduta di Al-Dayah, considerata inespugnabile dagli arabi, fu un fattore importante nella decisione di un gruppo di sovrani arabi di scegliere la pace piuttosto che continuare a combattere le forze britanniche. Sheikh Qadib Ibn Ahmed, il sovrano di Jazerat Al-Hamra, andò a Ra's Al-Khaimah per offrire la sua resa, seguito dallo sceicco Sultan Bin Saqar, di Sharjah il 5 gennaio 1820 e da Mohamed Ibn Hassah, il sovrano di Dubai. Il resto degli sceiccati si arresero in successione, vale a dire lo sceicco Shakhbut Ibn Dhiyab, sovrano di Abu Dhabi, e gli sceicchi di Ajman e Umm Al-Qawain.
Per completare l'operazione militare il 17 gennaio 1820 una guarnigione di 800 sepoy e un po' di artiglieria furono lasciati a Ra's Al-Khaimah e la flotta si rivolse agli altri porti di Qawasim. Jazirat Al-Hamra fu trovata deserta, A Dubai furono distrutte le fortificazioni e le navi più grandi trovate nel porto furono distrutte. Una decina di navi pirata si erano rifugiate in Bahrein e una forza navale venne inviata per distruggerle. L'operazione non fu tuttavia del tutto priva di incidenti, poiché nel corso della discesa nel Bahrein, tre navi furono osservate ad Aseeloo, sulla costa persiana; due provenivano da Kharrack e una da Dubai. Le navi vennero catturate e bruciate. Successivamente altre due navi di Lingah in Kong furono prese e bruciate.
La spedizione britannica salpò definitivamente da Ras Al Khaimah il 16 marzo 1920 diretta a Bombay. Keir lasciò a Ra's Al-Khaimah una guarnigione composta da 1160 uomini con 40 cannonieri e una batteria di artiglieria, 60 marinai e 160 fanti europei, a capo della quale pose il capitano Thompson del 17th Reggimento dei Light Dragoons. Successivamente a Thompson fu dato ordine di trasferire la guarnigione nell'isola di Kishm, cosa che avvenne il 18 luglio 1820.
Le forze britanniche non riuscirono tuttavia a restare sull'isola di Kishm a causa del clima insalubre e dei problemi sollevati dal governo persiano riguardo all'occupazione. Questi fattori portarono il governo di Bombay a prendere in considerazione un piano alternativo che prevedeva una presenza navale nel Golfo composta da sei navi armate, tre delle quali avrebbero preso come base l’isola di Qais e avrebbero pattugliato regolarmente i porti arabi da Rams a Dubai e due navi per trasportare messaggi e inviati tra Mascate e Bassora. La sesta nave sarebbe stata dedicata alle comunicazioni con Bombay. Alla fine del 1821, il governo britannico accettò il piano e stabilì che Qais dovesse essere la base da cui operavano le navi pattuglia, data la sua vicinanza alla costa araba.

## Conseguenze
Memore degli insegnamenti della campagna del 1809, parallelamente all'azione militare il generale Keir portò avanti l'azione politica. Egli pertanto fece stipulare dei trattati bilaterali preliminari con tutti gli sceicchi che si erano arresi, e successivamente ottenne la firma di un trattato generale di pace noto come Trattato marittimo generale del 1820. Questo trattato pose le basi per la supremazia britannica nella regione, che sarebbe durata fino al 1971 quando furono costituiti gli Emirati Arabi Uniti.
La città di Ras Al Khaimah, devastata nella campagna del 1819, non iniziò a riemergere con nuovi edifici fino al 1828.